# Rumble Fighter
Rumble Fighter ist ein 3D Free2Play Action Massively Multiplayer Online Game, das von WeMade Entertainment und Nimonix entwickelt wurde. Es können bis zu 8 Spieler in verschiedenen Arenen gegeneinander PvP (Spieler gegen Spieler) antreten. Es gibt einen Deathmatch- und einen Team-Deathmatch-Modus. Zusätzlich können Spieler, allein oder im Team, kleinere Dungeons durchspielen, um Erfahrungspunkte und seltene Gegenstände zu erhalten.

## Handlung
Vor langer Zeit plante der dunkle Geist des Schattenkönigs, die Welt zu erobern und alles mit ihr zu verschlingen. Viele Kämpfer versuchten in erbitterten Kämpfen, den dunklen König zu besiegen. Viele konnten dem Bösen nicht widerstehen und wurden von der Macht des Schattenkönigs überwältigt und verschlungen. Nach dem Untergang des Schattenkönigs tauchten die Schattenwächter in die Dunkelheit ab und warten nun auf eine günstige Gelegenheit, wieder zuzuschlagen.
Die alten Wächter, die so tapfer den Schattenkönig besiegten, schrieben ihre Spezialmächte nieder, um sie für Andere im Kampf gegen das Böse zugänglich zu machen. Diese Spezialmächte wurden in Gegenständen platziert, den „ExoCores“, so dass diese Mächte zukünftigen Kämpfern zur Verfügung stehen, falls das Böse abermals versucht zurückzukehren. Die ExoCores wurden Kämpfern gegeben, den „Wächtern der Siegel“.

## Spielprinzip
Bei Rumble Fighter können bis zu 8 Spieler gegeneinander antreten. Die Kämpfer können schlagen, werfen und blocken oder Kombinationen und Gegenangriffe durchführen. Mit den neuen ExoCores können sich die Kämpfer verwandeln und durch jede Menge Skills noch mehr Dynamik ins Spiel bringen.

## Rumble Fighter Weltweit

### Gem Fighter
Das original Rumble Fighter stammt aus Korea und heißt dort Gem Fighter.

### Rumble Fighter Nordamerika
Rumble Fighter wurde 2007 von OGPlanet aus Korea nach Nordamerika gebracht und ins Englische übersetzt. Das Gameplay ist erhalten geblieben.

### Rumble Fighter Europe
2009 wurde Rumble Fighter in Europa veröffentlicht. Im Zuge dessen wurden die Spieler aus Europa und die aus Nordamerika getrennt.

#### Rumble Fighter Deutschland
Rumble Fighter startete am 29. September 2011 im deutschsprachigen Raum Europas. Spieler aus Deutschland, Österreich und der Schweiz können seitdem auf einem deutschen Server miteinander spielen.
Am 18. Juli 2012 wurde das Runensystem implementiert. Spieler können durch verschiedene Aktionen Runen verdienen und diese sammeln. Gesammelte Runen kann man dann gegen einen Segen (Buff) eintauschen, der zufällig vergeben wird und die Werte des Spielers beeinflusst.

## ExoCores
Ein ExoCore ist eine Waffe, die dem Spieler erlaubt, sich zu transformieren, so dass er stärker wird. Jeder ExoCore verfügt über 2 verschiedene Angriffe, die entweder dem Gegner Schaden zufügen, ihn beeinträchtigen (erblinden lassen, einfrieren, vergiften) oder den Kämpfer für kurze Zeit stärker machen. Der Spieler kann sie aktivieren, indem er den zugewiesenen Knopf drückt. Die meisten ExoCores sind nur bestimmten Klassen zugänglich und nur wenige sind für alle Klassen zu haben. Jeder neue Spieler erhält einen zu seiner Klasse passenden Standard-ExoCore.

## Schriftrollen
Die Schriftrollen in Rumble Fighter bestimmen den Kampfstil des Charakters. Jeder Charakter hat einen Standardkampfstil mit verschiedenen Kombinationsmöglichkeiten aus Schlagen, Treten und Blocken. Jede Schriftrolle hat andere Kombinationen und bietet sowohl Vor- als auch Nachteile. Der Spieler kann sich im Shop jederzeit eine neue Schriftrolle kaufen, um seinen Kampfstil zu verändern.
Zu den Kampfstilen gehören unter anderem:

- Kung Fu
- Taekwondo
- Boxen
- Judo
- Capoeira
- Drunken Boxing